# Dancer and the Moon
Dancer and the Moon es el noveno álbum de estudio del dúo Blackmore's Night, lanzado en junio de 2013.
El disco, una vez más producido por Pat Regan, alcanzó el puesto Nº 3 en el apartado "New Age Billboard Charts".
Incluye -entre otras- una versión de "The Temple of the King", original de Rainbow, y una versión del tema "Lady in Black" de Uriah Heep.

## Lista de canciones
1. I Think It's Going to Rain Today (Randy Newman) - 3:56
2. Troika - 3:32
3. The Last Leaf - 4:06
4. Lady in Black (Ken Hensley) - 5:50
5. Minstrels in the Hall - 2:40
6. The Temple of the King (Ritchie Blackmore, Ronnie James Dio) - 4:30
7. Dancer and the Moon - 4:56
8. Galliard - 2:01
9. The Ashgrove - 2:23
10. Somewhere Over the Sea (The Moon is Shining) - 4:10
11. The Moon is Shining (Somewhere Over the Sea) - 6:20
12. The Spinner's Tale - 3:31
13. Carry On... Jon - 5:40

## Personal
- Ritchie Blackmore - guitarras, bajo, mandolina, percusión renacentista, pandereta
- Candice Night - voz, pennywhistle
- Pat Regan - teclados, producción